# スラッと女
『スラッと女』(スラッとおんな、Slut Girl)は、日本の性愛/コメディ漫画で、作者であるISUTOSHIの処女作にあたる。1997年から1998年頃に、COMICペンギンクラブ山賊版にて連載。全12話で構成された本作は、性に奔放な主要キャラクター間のカップル関係が中心に据えられ、ユーモラスに描かれている。
日本にて1999年に富士美出版より発行の『スラッと女』は英訳され『スラット・ガール』のタイトルで、2000年にアメリカ合衆国のエロス・コミックスから全6巻のコミック・シリーズとしての刊行となった。2003年5月には大都社が『スラッと女+α』と改題し新章を加えて復刊している。

## あらすじ
世界進出を目論む備前小夜子(Sayoko Bizen)は、豊満な肉体を有する皮肉屋で抜け目の無さと知性を持ちながら、性行動には遠慮のない個人主義者(Loner)である。上司からの誘惑を撥ね付けた小夜子は、仕事仲間の肥後(Michi Higo)と当の上司との不倫を暴露して、社長秘書の職を辞す。
その小夜子が悪質商法の最初のカモにたまたま選んだ相手は、出張マッサージ嬢として自分のアパートに来る彼女をコールガールだと誤信している、柔和で冴えない風采の童貞青年、津軽(Satoru Ichi)だった。何百＄も無駄にした挙句、彼女が娼婦ではないと知って取り乱す津軽に同情した小夜子は、彼と性交渉を行おうと決める。朝まで津軽と共に過ごした小夜子は、彼が信じ難いほどのリビドーと驚くべき性的機能の力量に恵まれていることをすぐに見出した。結果的に仕事を失った彼女は、津軽との性交を食事付き宿泊料金(Room and board)と引き換えることに同意させ、彼の家に入居すると、後になって自分の様々な金儲けの企てのため、別途金を寄越すよう催促し始めた。
小夜子はまた、知り合いの同等の曲線美を誇る女性達を津軽に引き合わせている。女優志望のフランス人のナイナ(Neena Canberra)、元同僚でマーシャル・アーツの達人の土佐貴子(Takako Tosa)、無能な看護士の丹波恵美(Emi Tanba)らは、津軽と肉体関係を持つに至った。資金を津軽から借り上げた小夜子は、人気の高い多くの流行を取り入れた製品を開発、その権利を売却することで多大な利益を得るという彼女最大の売りつけ詐欺計画の助手として、3人の女性を雇い入れる。そして彼女は益金のうち、津軽の取り分と、いつか戻るという約束とを彼に残し去っていった。
物語の締め括りとなる後日譚『スラッと女+α』では、小夜子が津軽と暮らすために、彼の許へと還って来る。

## 登場人物
作中に登場するキャラクターは地名に由来した名前を持つのが特徴（そのキャラクターの出身地との関連性は不明）。
備前 小夜子（びぜん さよこ）
本作の主人公。色黒で咥え煙草、特徴的な髪形と髪色がトレードマーク。年齢は不明だが、作中の描写などから最低でも津軽よりは確実に年上のようである。名前の由来はかつて岡山県およびその周辺に存在した備前国から。一人称は「オレ」と言う等、男っぽい喋り方をする。暴力的な言動が多く、時には法に触れるような行動を取ることもある。突然いなくなったりするなど放浪癖があるが、仕事をはじめ様々な方面で高い能力を持つ。また携わった仕事も分野を問わず多岐にわたり、その関係で彼女を知る人は多いが皆その場限りの彼女しか知らない。基本的に特定の場所に居続けないが、津軽のところは居心地が良いらしく何度も戻ってきている。セックス好きで気に入った男がいれば自分から誘う事もある等かなり奔放な性格ではあるが、アナルセックスの経験は無かったらしく、誘った男からアナル挿入された後、椅子に座れないくらい悶え苦しんだ。貴子によると、小夜子は面食いみたいだが津軽の事はそれなりに気に入っているようである。
ナイナ、貴子、恵美と共に企画した事業が成功し、打ち上げに津軽を中心とした乱交パーティーを行った後、皆が寝ている間に津軽に借りていた金を利子をつけて返した後に彼のもとを去って行った。後に描かれた続編の+αでは、再び津軽のもとに戻ってくる事になる。
津軽 裕一（つがる ゆういち）
小夜子が悪徳商法の仕事に携わっていた時に出会った青年で、小夜子の子分的存在。20歳（登場初期）。ストーリーは彼目線で話が進むことが多く、事実上の主人公と言える。名前の由来は青森県西部を指す津軽地方から。仕事をしているようではあるが、職業については不明。小夜子と出会った時は童貞だったが、小夜子が彼の家にセックス有りで居候を始めてからテクニックが磨かれた。射精直後も休憩なしで連続でセックスができ、ペニスのサイズもそれなりに大きいなど、元々セックス方面での才能があった為か、津軽と肉体関係を持った女性は津軽以上にセックスに夢中になる事が多い。
小夜子が彼のもとを去った後はナイナが頻繁に彼の家に通うようになったようで、+αではナイナとは恋人に近い関係になっている。ただ、ナイナからセックスを求められ過ぎているようで、ナイナとのセックスにやや疲れている様子が窺える。また、ナイナの裸を見慣れ過ぎてしまっているようで、買い物から帰って来た時にナイナが裸で出てきても全く動じなかった。
ナイナ・キャンベラ
オーストラリア出身の金髪美女で、日本とカナダに留学経験がある。その為、英語だけでなく日本語やフランス語も話せる。名前の由来はオーストラリアの首都キャンベラから。170cmの長身に105cmという巨乳の持ち主で、帽子をかぶってる事が多い。日本へはタレントになる目的でやってきたが、小夜子と組んでセックスを餌に津軽に身元保証人になってもらった（この時に津軽のフルネームが判明した）。津軽のペニスの固さに感動していた。外国人タレントとして成功し売れっ子になったが、元々ずっとタレントを続けていく気はなかった事と、所属事務所が仕事を突っ込み過ぎたのが理由でタレントを辞めたようである。
津軽と肉体関係を持った女性達の中でも特に彼の事を気に入っているようで、小夜子が津軽のもとを去った後は津軽の家に通い詰めており、作中の描写でもかなり頻繁に津軽とセックスをしている事が窺える。津軽とは正式に付き合っているわけではないようだが、現在では互いに気を使わない間柄になっており、また単なるセックスフレンドというわけではなく、日常生活のかなりの部分を一緒にすごしているようで、津軽が小夜子とセックスをしようとした際には自分にもしないとダメだと若干嫉妬する素振りを見せるなど、事実上の恋人と言える関係になっている。
土佐 貴子（とさ たかこ）
格闘技の達人で、津軽をカツアゲしていたチンピラ2人を一瞬で倒した。大型バイクに乗っており、赤い髪と眼の下の隈、大仏黒子が特徴。基本は仏頂面だが、セックス時などには柔らかい表情になる。名前の由来は現在の高知県ほぼ全域にあたる土佐国から。会社経営をしており、かつて小夜子は彼女の会社で働いていた事がある。小夜子が原因で会社が倒産して借金を抱える事になったり、彼氏を奪われるような事になるなど、小夜子に対して恨みがあり彼女を探していた。しかし、小夜子の能力の高さは認めており、彼女がその能力を有効に使わない事を惜しいと思っている。
特定の場所に留まらない小夜子が津軽の所には何度も戻ってきているとの事から津軽が金持ちのボンボンか巨根の持ち主なのかと推測し、風呂上がりに色仕掛けでフェラチオをしても良いと言って勃起させ津軽の下半身を確認する。貴子の評価としては大きいのは大きいが特別大きいとまではいかず、セックスも特に上手そうじゃないと思いながらも、ここまできたらフェラチオくらいしても良いかと考えフェラチオを始める。久々のフェラチオだからかどうかは不明だが、すぐに濡れてきて乳首が津軽の脚に当たっただけで感じてしまうほど敏感になり、興奮のあまり強く吸うようにフェラチオをして射精させた。口内射精され、津軽の精液を飲んだことで興奮が更に高まり、ぐしょぐしょになるくらい濡れてしまう。興奮が高まりすぎてセックスを我慢できなくなるが、飢えてると思われたくないので津軽にマッサージを頼み、津軽をその気にさせてセックスする流れに持ち込む事を思い浮かぶ。その為、マッサージ前に津軽がズボンを穿こうとした際は制止した。マッサージ中に復活してきた津軽のペニスが体に当たってるのを理由にセックスしたいのか聞き、津軽も乗り気ではあったが貴子のアソコがぐしょぐしょに濡れているのに気付き、一気にセックスをする流れになった。津軽からは、小夜子以上の激しさと評されるほど我を忘れてセックスし続けた後は自己嫌悪と余韻に浸っていたが、その後も津軽とのセックスにのめり込み、自分で自分に驚いているがどうにも止まらないと小夜子が戻ってくるまでの数日間、1日5回は津軽にセックスのおねだりをしていたようである。後に借金を完済後に再登場し、小夜子に事業の話に誘われて協力する。事業成功後に津軽宅で分配金を受けとり、小夜子と津軽がセックスをし始めようとした際にナイナや恵美もその中に普通に混ざって行く事に若干呆れて取り分を持ってすぐに帰ろうとするも、徐々に本気モードに切り替わりガッツリ楽しんでいる様子および勃起した津軽のペニスを見て性欲を押し殺せなくなり、乱交パーティに混ざる。小夜子からは、そういう性格だから乗り遅れると突っ込まれる。乱交パーティーに混ざった後は他の3人と共に津軽に愛撫をし、ハメる順番を決めて1番になった小夜子（貴子はビリ）とセックスした津軽が、膣外射精する為に小夜子の膣からペニスを抜きとるや否や両手で津軽のペニスを握り込んで確保した後に独占してフェラチオを楽しみ、むしろ他のメンバーと比べても積極的に楽しんでいたなど、普段の堅物そうな性格とは裏腹に本来はセックスが大好きである事が窺える。好きな体位は後背位で、津軽によると下付きとのこと。また、作中では騎乗位も好んで行っている。+αでは近況について触れられていないが、津軽達とは直接連絡を取り合える間柄になっているようである。
丹波 恵美（たんば えみ）
看護師をしている女性。22歳（初登場時）。服に強い興味を持っている。名前の由来はかつて近畿地方に存在した丹波国から。津軽とは、彼が風俗店の前で入ろうかどうか悩んでる所で出会った。欲しい服があったが手持ちの金額では足りず、津軽に風俗店の横の路地裏で性的サービスを行う事で不足分を稼ごうとした。小夜子とは比較にならないほど高度なテクニックを持っているようで、サービス後に高額の金を取られても惜しく無いと津軽に言わせるほど。ちなみに服は小夜子が先に購入してしまっていた。その後小夜子は津軽の証言から似顔絵を作成したが、小夜子の知り合いであることが判明する。小夜子は津軽を使って恵美のテクニックを探ろうと勤め先の病院へ向かわせるが、恵美は津軽の事を忘れていたり先述の服をプレゼントしても何故自分の趣味を知ってるのかという疑問を持たないなど、物事をあまり深く考えない性格。病院へは偉い医者と肉体関係を持つ事で入ったらしい。
欲しかった服をプレゼントされた事で病院の一室で津軽とセックスをする事にしたが、普段は萎びた年寄りの医者を相手にしているのもあってか若い津軽とのセックスでむしろ恵美の方が本気になり、津軽が一度射精した後も自分から頼んでセックスに付き合わせて楽しんだ。小夜子によると、AVのようなわざとらしい台詞でムードを盛り上げたり、超ねちっこい愛撫が持ち味のようである。実は恵美はバイセクシャルでレズプレイもいけるので、その気が無い小夜子は直接近づくのを避けていたが、恵美のテクニックをチェックしていた小夜子が他の看護師達が近づいてきている事に気付いて2人に知らせたために顔を合わせる事になり、ロッカーで隠れてやり過ごした後に小夜子を交えた3Pを始めた。小夜子は恵美に借金してるのもあって強く出られないのもあり、恵美は極太のペニスバンドを装着して小夜子を犯した。ただし、基本的には男の方が好きなようであり、前述の打ち上げの乱交パーティー時には女性キャラに愛撫をする描写が無いなど、目立ったレズ描写は見られなかった。乱交パーティー時に貴子が1人で津軽のペニスを咥えこんでいた時は、「ズルイ」と言いながら津軽の玉を舐めていた。詳細は不明だが、乱交パーティー時には恵美がセックスをする番が来る前の段階で顔に精液らしき液体が付着しており、また津軽とセックスをしている場面では胸や口元からも精液が垂れている描写があるなど、女性キャラの中でも積極的に津軽の精液を口などで受け止めている様子が窺える。
転職してブティックを開店する予定のようだが、+αでは特にその事について言及されておらずブティックを開店したのかどうかは不明。現在では津軽達と直接連絡を取り合える間柄になっているようである。
肥後（ひご）
小夜子が帝忠商事本社に勤めていた時の同僚。女性で下の名前は不明。バブル時代を感じさせる外見をしている。名前の由来は現在の熊本県に存在した肥後国から。会長の息子である部長との玉の輿を狙い、性的な奉仕をしている。小夜子に部長とのセックスシーンを会社中に流されてしまった為、会社にいられなくなり小夜子と一緒に退職する。退職後も玉の輿は諦めてないらしく、新たなボンボン探しを目論んでいるが、小夜子からは男に頼る必要がない根性の持ち主と評価される。実際に登場したのは1話限りではあるが、貴子が小夜子を探していた時に出会った人間との回想の中に肥後らしき人物が登場している。主な女性キャラの中では唯一、津軽との面識が無い。

## 世評
デリク・グダー(Derek Guder)は『マンガ：ザ・コンプリート・ガイド』(Manga: The Complete Guide)において「独特にして表現力に富む描画と、当作品に登場する女性陣が容姿に優れているだけではなく、ユーモアもふんだんに持ち合わせている」事実とに賛辞を呈し、このマンガ・シリーズに三ツ星の評価を与えている。「ストーリー・ラインに喜劇的要素が強調されており、生き生きとしたキャラクターの表情に笑いを禁じ得ない。そうでなければセックスシーンも退屈に感じていたことだろう。」
ティモシー・パーパー(Timothy Perper)とマーサ・コーノグ(Martha Cornog)は表現豊かな英語版の翻訳を称賛し、小夜子を「"官能的な魅力"と"魅惑的な美貌"とが複合した姿態の、"妖艶な女性"である」と評した。彼らはこのマンガが現代生活 - 特に仕事場における女性の役割や、"長きに渡る不断のガラスの天井"への風刺となっていると記述している。

## 単行本
- 日本語版 - 富士美出版刊 ISBN 978-4894213104 / 大都社刊 ISBN 978-4886537737
- 英語版 - ISBN 978-1560976769
- 独語版 - ASIN B0023QZ9OQ

## 参照
1. ↑  ISUTOSHI 公式サイト 〔ISU ROOM〕 WORKS
2. ↑  ジェイソン・トムソン(Jason Thompson) 『マンガ：ザ・コンプリート・ガイド』 2007年刊 バランタイン・ブックス(Ballantine Books) & デル・レイ・ブックス (ニューヨーク) 469ページ ISBN 978-0345485908
3. ↑  ティモシー・パーパー＆マーサ・コーノグ (2002年3月) 大衆のためのエロティシズム：日本のマンガ・コミックと米国へのその同化 セクシャリティ & カルチュア 6 (1) pp. 3–126